# St. Johannis (Neubrandenburg)

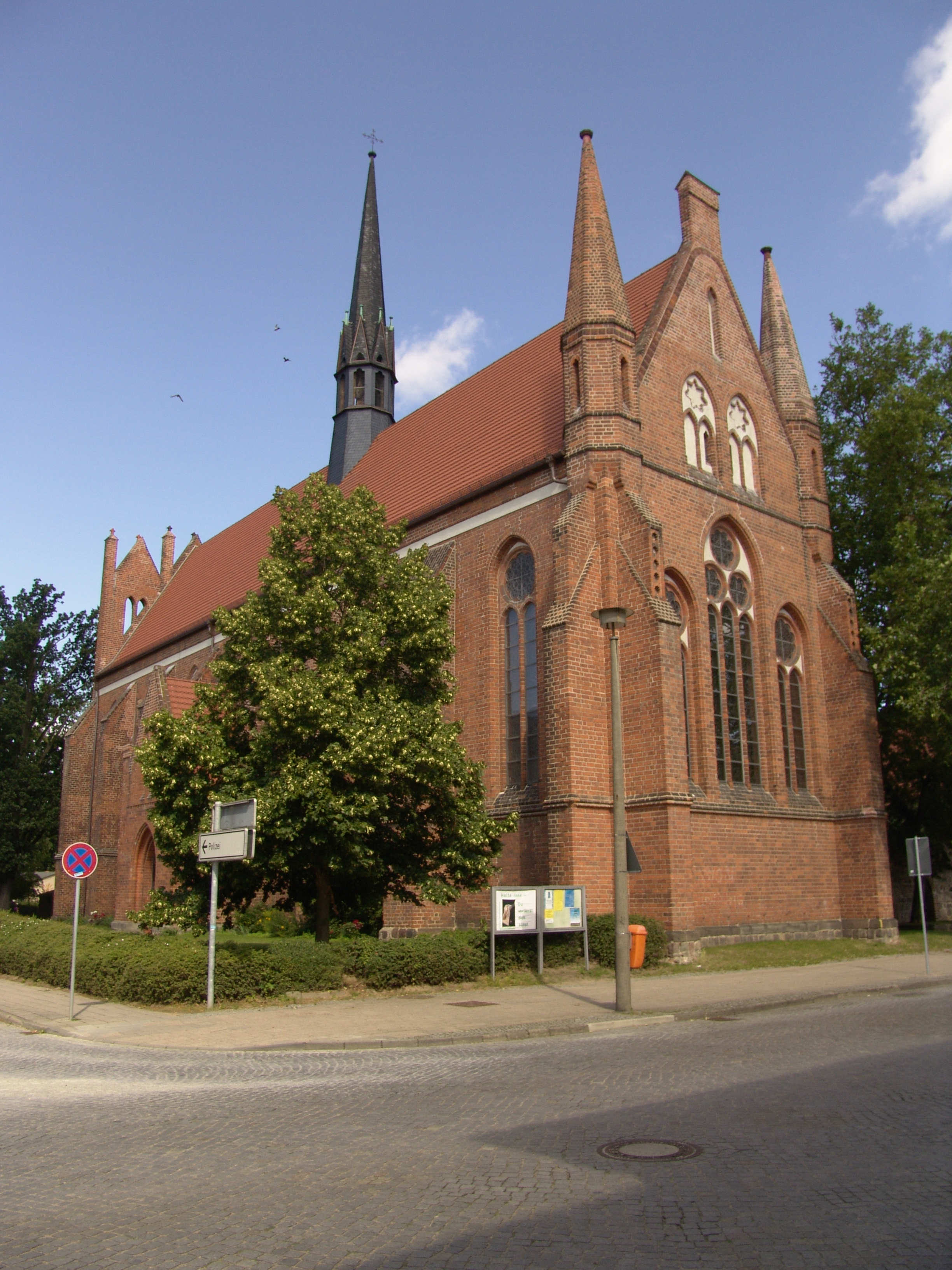
St. Johannis, Ostfassade, Ansicht von der Stargarder Straße (2009)

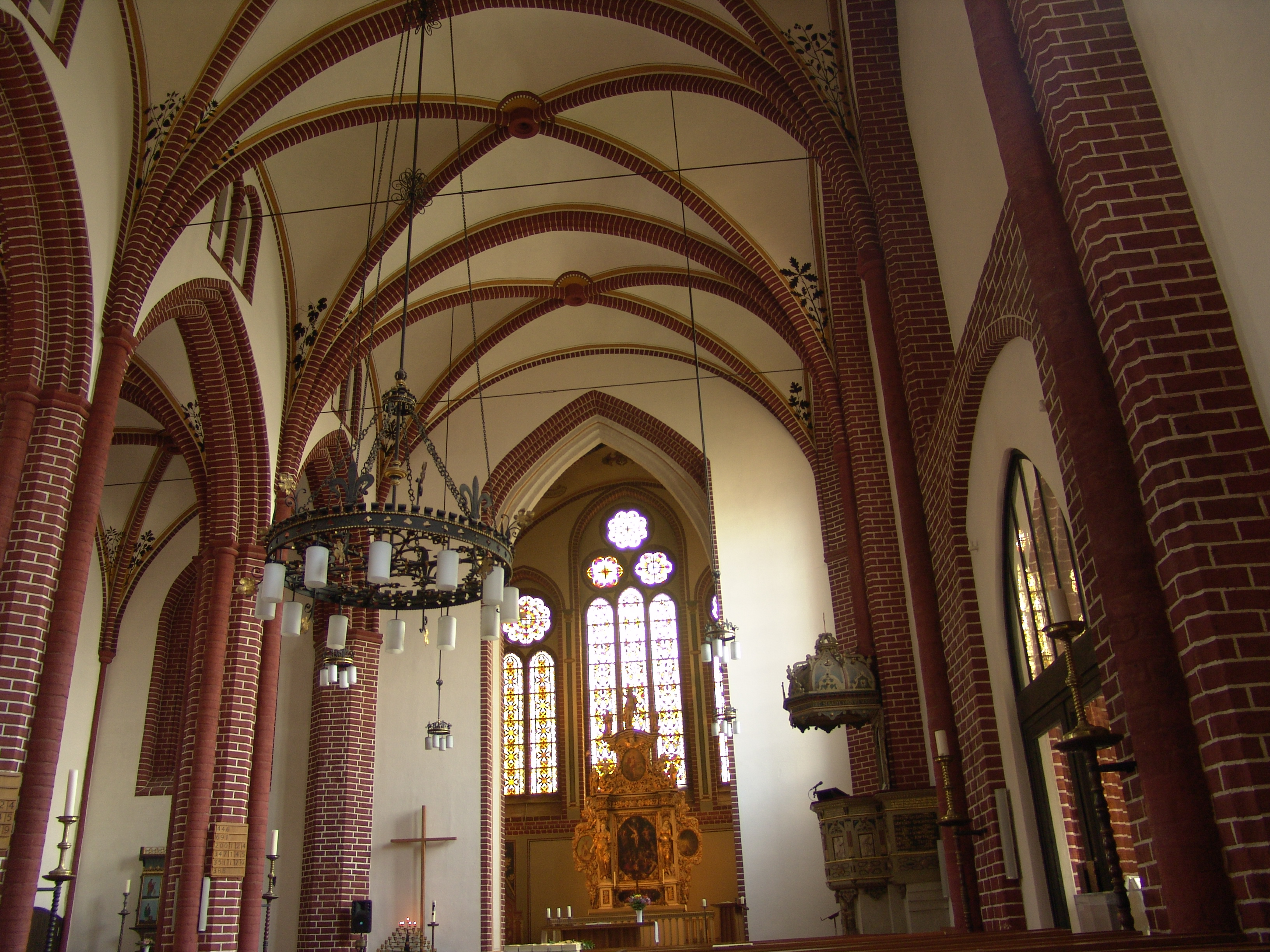
Gewölbe, Strebepfeiler und Kronleuchter

Die Kirche St. Johannis ist seit 1945 die Hauptkirche der Gemeinde der Evangelisch-Lutherischen Landeskirche Mecklenburgs in Neubrandenburg. Sie entstand im 14. Jahrhundert als Klosterkirche des Neubrandenburger Franziskanerklosters.

## Geschichte
Zusammen mit dem Franziskanerkloster wurde um 1260 eine Bettelordenskirche aus Feldsteinen errichtet. Der Bau des heutigen zweischiffigen Kirchengebäudes aus Backstein mit einem Hauptschiff und einem niedrigeren nördlichen Schiff begann um 1300 mit dem Bau des hochgotischen Chorhaupts mit 5/8-Schluss und ist möglicherweise der Initiative von Fürst Heinrich II. von Mecklenburg zu verdanken; der weitere abschnittsweise Umbau der Kirche mit dem heutigen Langhaus und dem dreijochigen Chor wird etwa um 1330 bis 1340 angenommen. Der Chor war mit 17 Metern bis zur Traufe deutlich höher als das Langhaus und gehörte zu den regional bedeutendsten Chorarchitekturen. Um 1455  wurde die Öffnung zum Chorabschluss durch eine verstärkte Triumphbogenmauer verschmälert und der Kirche ein schlanker Dachreiter aufgesetzt.
Im Zuge der Reformation in Mecklenburg wurde die Klosterkirche ab 1535 als evangelisches Gotteshaus genutzt. Den Franziskanern wurde die Feier der heiligen Messe in ihrer Klosterkirche untersagt, so dass sie bis zur endgültigen Aufhebung des Klosters 1552 heimlich in ihren Konventsgebäuden Gottesdienst feierten. Die Stadt Neubrandenburg erhielt 1567 das Kirchenpatronat über die Johanneskirche.
Bei einem Stadtbrand im Jahr 1614 entstanden am Ostteil schwere Schäden. Weil kein Geld für den Wiederaufbau zur Verfügung stand, wurde der Ostteil durch eine Mauer abgetrennt und ab 1803 als städtischer Kornspeicher genutzt.

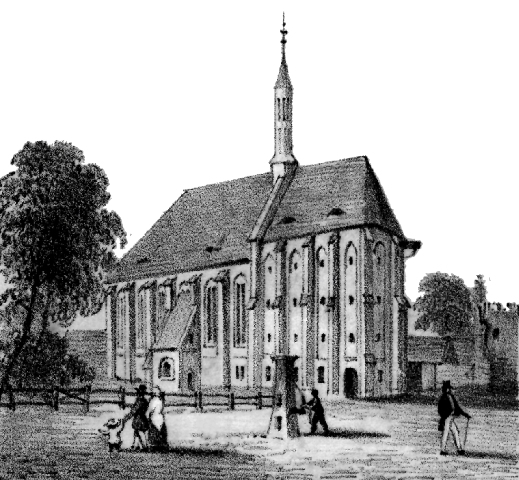
Johanniskirche um 1843

Seit dem 18. Jahrhundert bemühte sich der Magistrat, die Johanniskirche als Ratskirche zu etablieren und aufzuwerten. Die Handwerkämter (Zünfte) wurden aufgefordert, ihre repräsentativen Zunftleuchter aus St. Marien nach St. Johannis zu schaffen, was auch geschah.
1863 wurde die Stadtmauer nördlich des Klosters durchbrochen, um die heutige Stargarder Straße in Richtung des Bahnhofs zu verlängern. Dafür musste ein Teil des Langchores abgerissen werden. Nach dem Einsturz der Zwischenwand zum Speicher am 30. Juli 1887 erfolgte von 1891 bis 1894 unter Leitung von Hugo Hartung eine Restaurierung, bei der der östliche Teil nochmals verkürzt wurde. Ein massiver Dachreiter auf dem Ostgiebel des Kirchenschiffs wurde entfernt, dafür ein hölzerner Reiter in der Dachmitte errichtet. Bei der neugotischen Umgestaltung der Kirche orientierte man sich am Kloster Chorin.
Nach der Zerstörung der Marienkirche beim großen Stadtbrand 1945 wurde die Johanniskirche zur Hauptkirche Neubrandenburgs. Von 1976 bis 1980 erfolgten umfangreiche Sanierungsarbeiten. In der Zeit der friedlichen Revolution fanden im Herbst 1989 in der Kirche Friedensgebete statt; sie war Ausgangspunkt von Demonstrationen.
Die evangelisch-lutherische Kirchengemeinde St. Johannis ist mit rund 3300 Mitgliedern die größte Gemeinde in Mecklenburg. Sie gehört zur Propstei Neustrelitz im Kirchenkreis Mecklenburg der Evangelisch-Lutherischen Kirche in Norddeutschland (Nordkirche).

## Beschreibung
Die Johanniskirche ist eine zweischiffige, im Stil der Backsteingotik errichtete Hallenkirche mit sechs Jochen. In der Nordwand befinden sich noch Teile des mit bearbeiteten Feldsteinen errichteten Vorgängerbaus. Das nördliche Seitenschiff ist deutlich schmaler als das Hauptschiff. Beide besitzen Kreuzrippengewölbe mit pflanzlichen Motiven in den Zwickeln. Auf ein ursprünglich geplantes südliches Schiff musste wahrscheinlich wegen der beengten räumlichen Verhältnisse oder wegen der ausbleibenden Förderung durch den 1329 gestorbenen Fürsten Heinrich II. verzichtet werden.
Der heute rechteckige, ein Joch tiefe Kasten-Chor besitzt große Buntglasfenster sowie Wand- und Deckenmalereien.
Der barocke Choraltar enthält mehrere Gemälde mit Darstellungen von Jesus Christus im Zeitraum zwischen dem letzten Abendmahl über die Kreuzigung bis hin zur Auferstehung.
Aus dem 16. Jahrhundert stammt die mit Alabasterreliefs verzierte Kanzel. Ein Gemälde an der Südwand zeigt Martin Luther mit einem Schwan.
Im Seitenschiff befindet sich ein Flügelaltar mit gotischem Schnitzwerk aus der Zeit um 1500, der aus der St.-Georgs-Kapelle stammt. Im Mittelteil befinden sich eine Darstellung der Kreuzigung und vier Heiligenbilder. In den Gemälden der Seitenflügel sind die vier Evangelisten abgebildet.

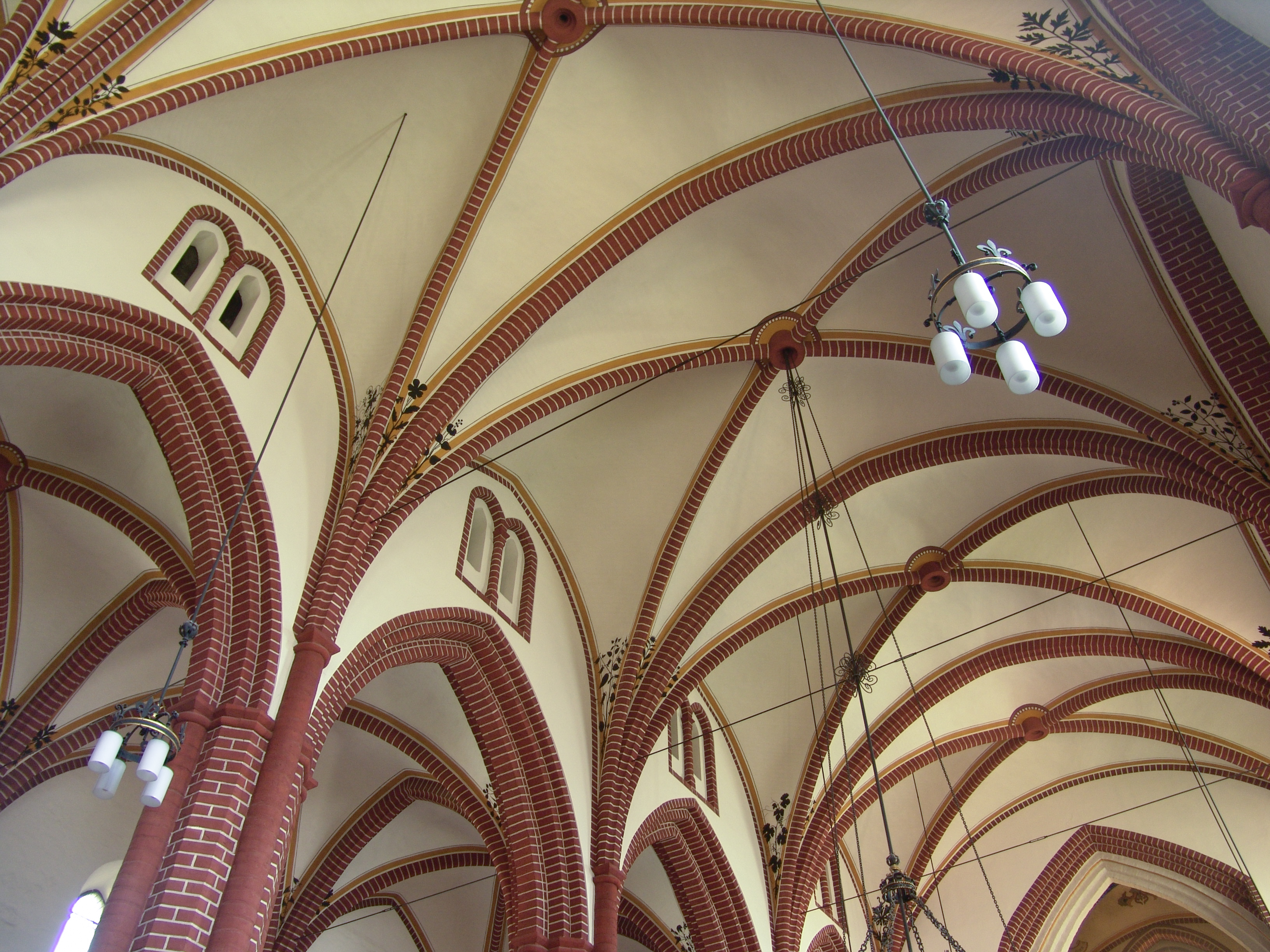
Deckenansicht
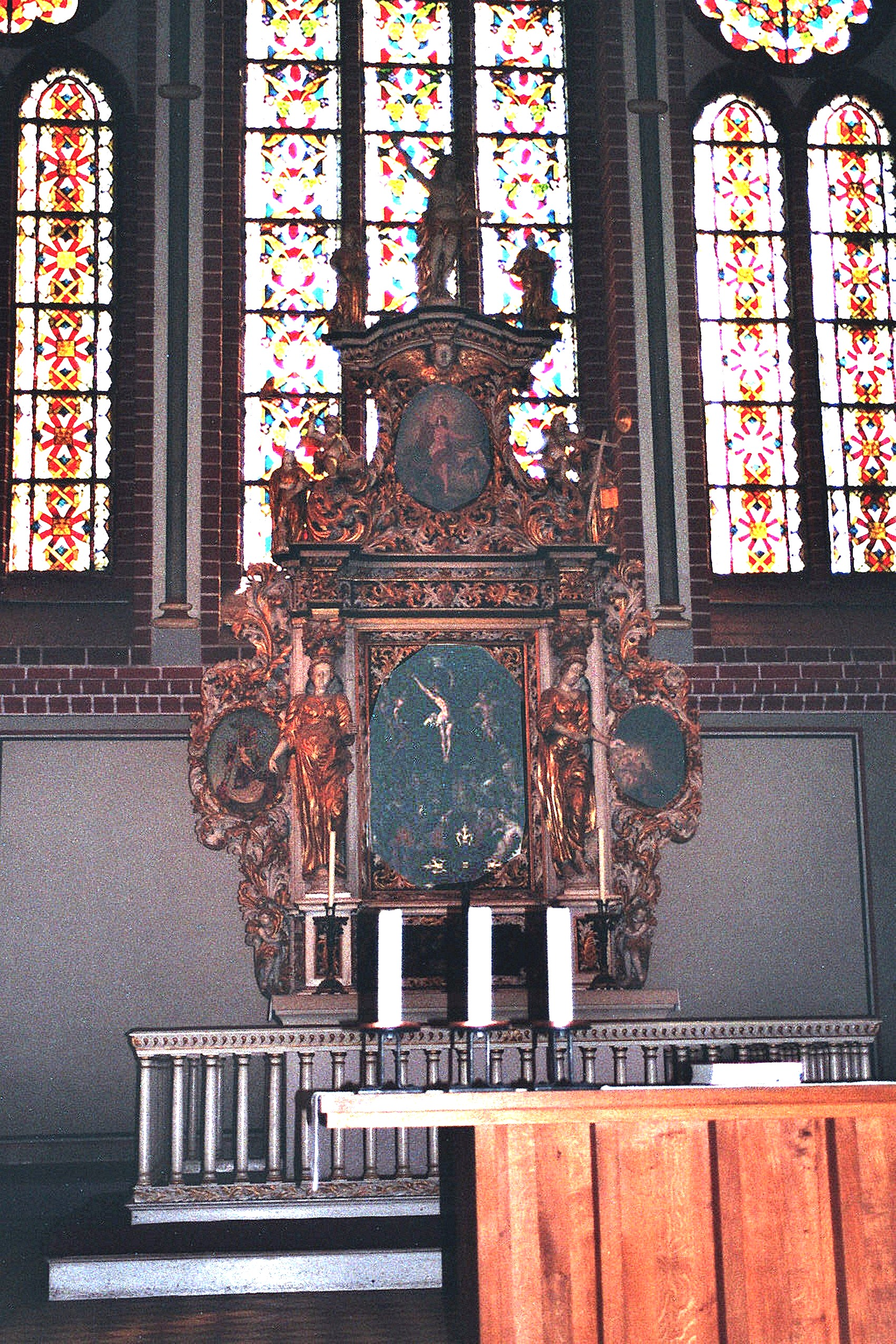
Barocker Altar
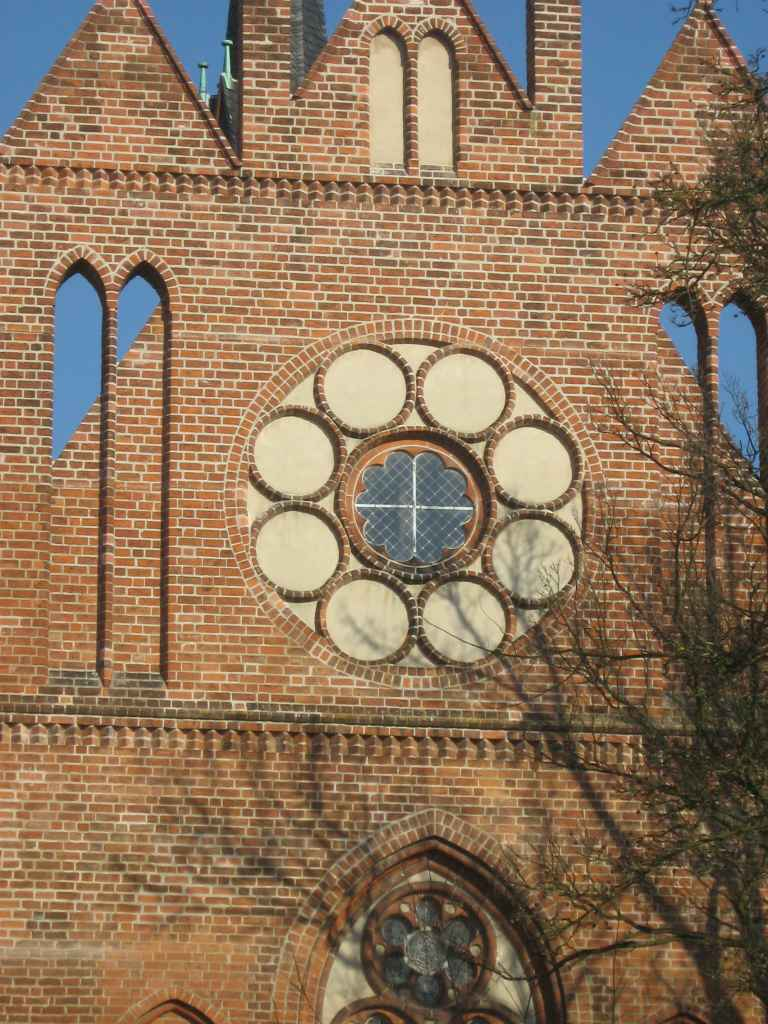
Westgiebel
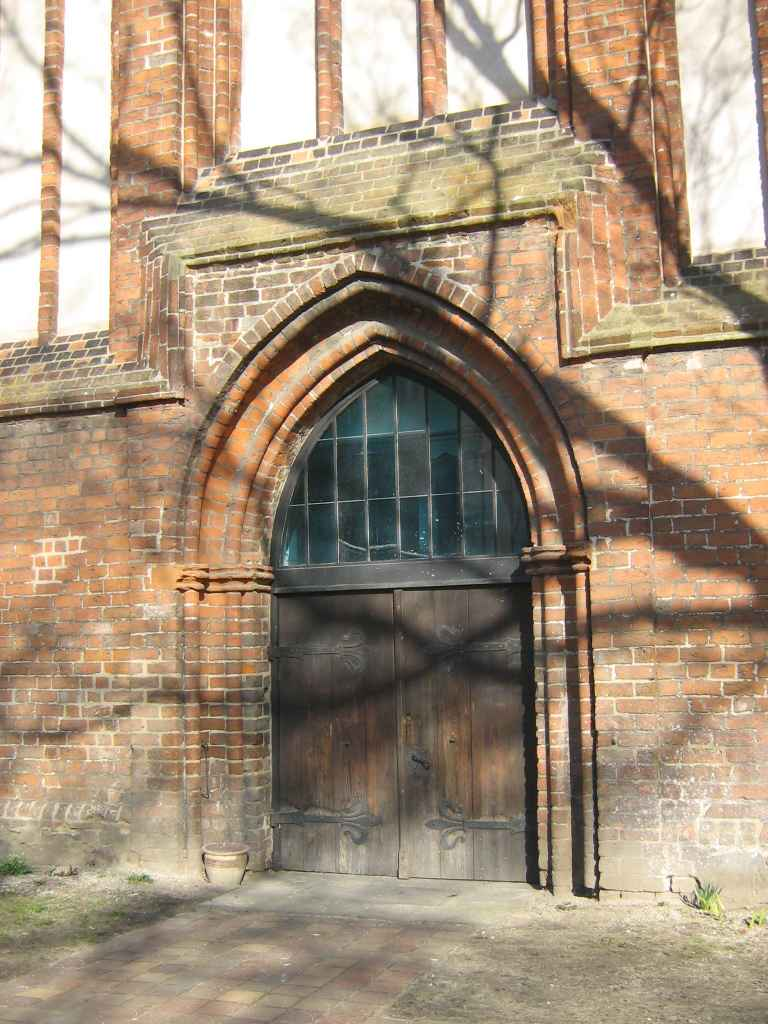
Westportal
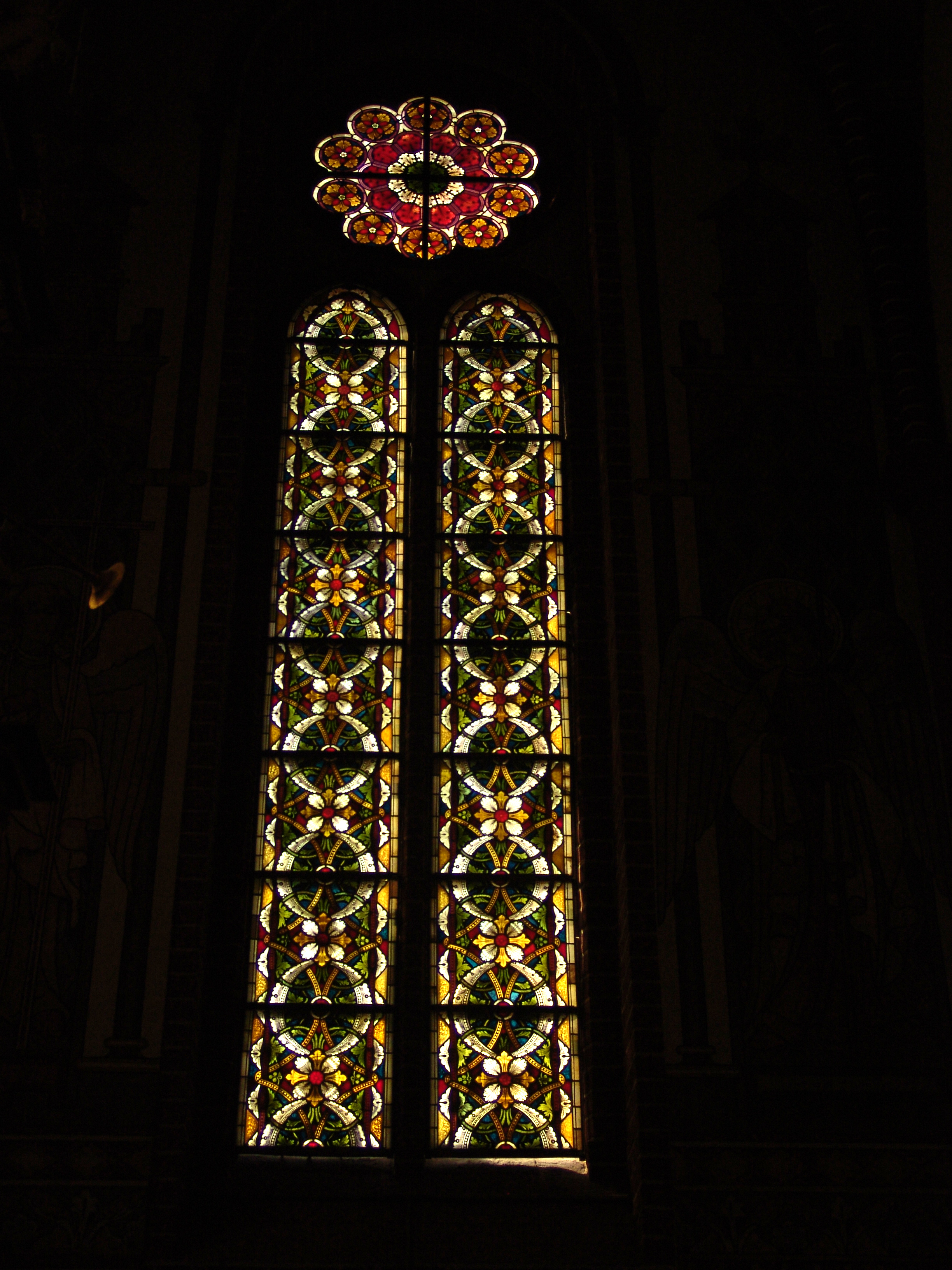
Bleiglasfenster
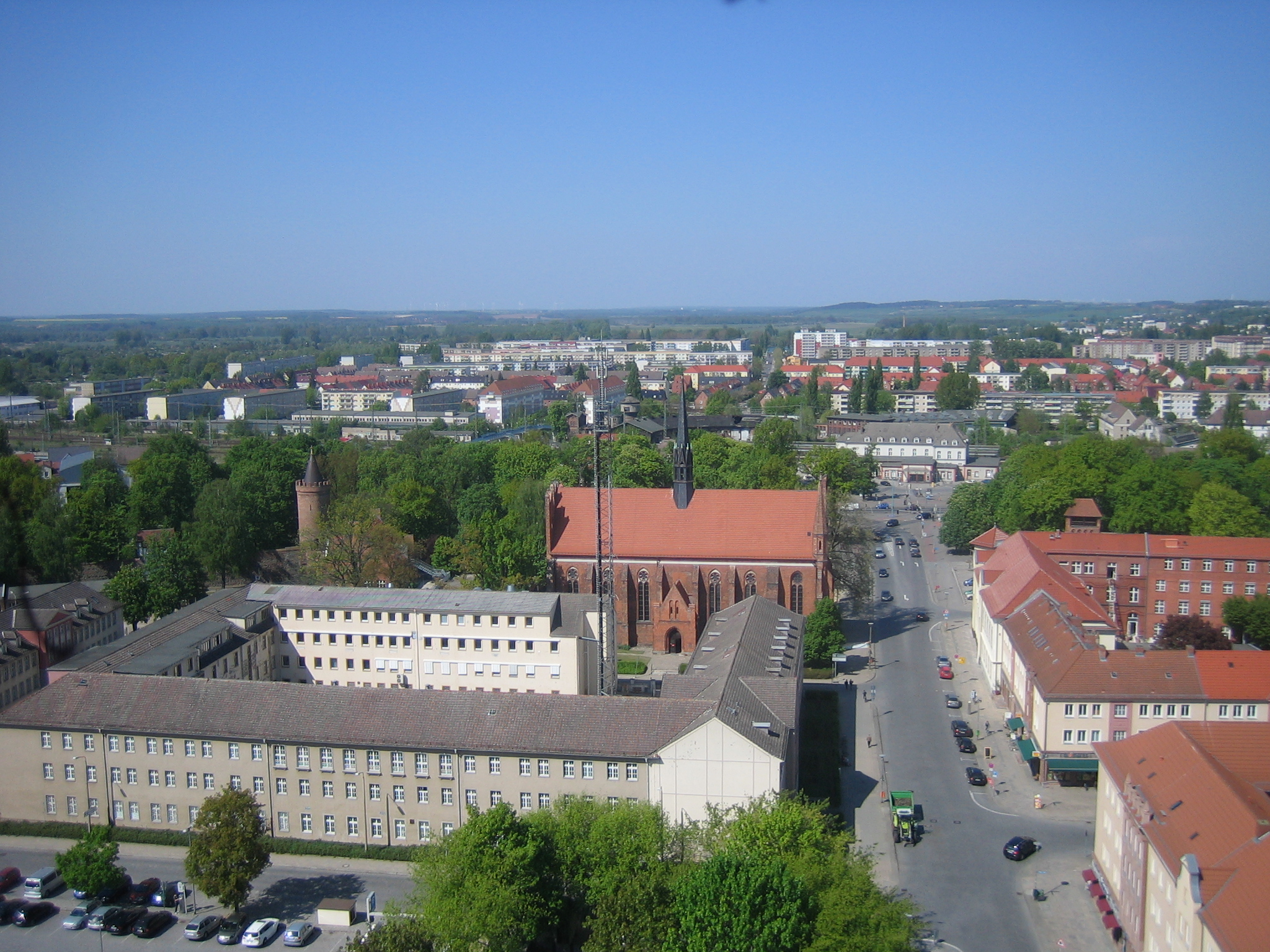
Draufsicht vom HKB-Turm (vorne links das Polizeigebäude Stargarder Straße)

## Orgel
Eine 1894 von Wilhelm Sauer gebaute Orgel wurde 1969 umdisponiert. Seit 1990 besitzt die Kirche eine Schuke-Orgel mit 31 Registern, verteilt auf zwei Manuale und Pedal.
Organist der Orgel war von 2008 bis 2015 Tobias Frank. Im Chorraum befindet sich noch eine Truhenorgel von Münchner Orgelbau Johannes Führer.
| I Hauptwerk C–g3 |            |       |
| 1.               | Bordun     | 16′   |
| 2.               | Prinzipal  | 08′   |
| 3.               | Rohrflöte  | 08′   |
| 4.               | Gambe      | 08′   |
| 5.               | Oktave     | 04′   |
| 6.               | Spitzflöte | 04′   |
| 7.               | Hohlquinte | 2 ⁄3′ |
| 8.               | Gemshorn   | 02′   |
| 9.               | Mixtur V   |       |
| 10.              | Cymbel III |       |
| 11.              | Trompete   | 08′   |

| II Schwellwerk C–g3 |              |       |
| 12.                 | Holzgedackt  | 8′    |
| 13.                 | Quintadena   | 8′    |
| 14.                 | Prinzipal    | 4′    |
| 15.                 | Blockflöte   | 4′    |
| 16.                 | Oktave       | 2′    |
| 17.                 | Waldflöte    | 2′    |
| 18.                 | Terz         | 1 ⁄3′ |
| 19.                 | Nasat        | 2 ⁄3′ |
| 20.                 | Sifflöte     | 1′    |
| 21.                 | Scharff IV-V |       |
| 22.                 | Dulcianregal | 16′   |
| 23.                 | Schalmei     | 8′    |
|                     | Tremulant    |       |

| Pedal C–g3 |               |     |
| 24.        | Prinzipalbass | 16′ |
| 25.        | Subbass       | 16′ |
| 26.        | Oktavbass     | 08′ |
| 27.        | Gedecktbass   | 08′ |
| 28.        | Flötenbass    | 04′ |
| 29.        | Hintersatz IV |     |
| 31.        | Posaune       | 16′ |
| 32.        | Trompete      | 08′ |

- Koppeln: II/I, I/P, II/P